# Geyser

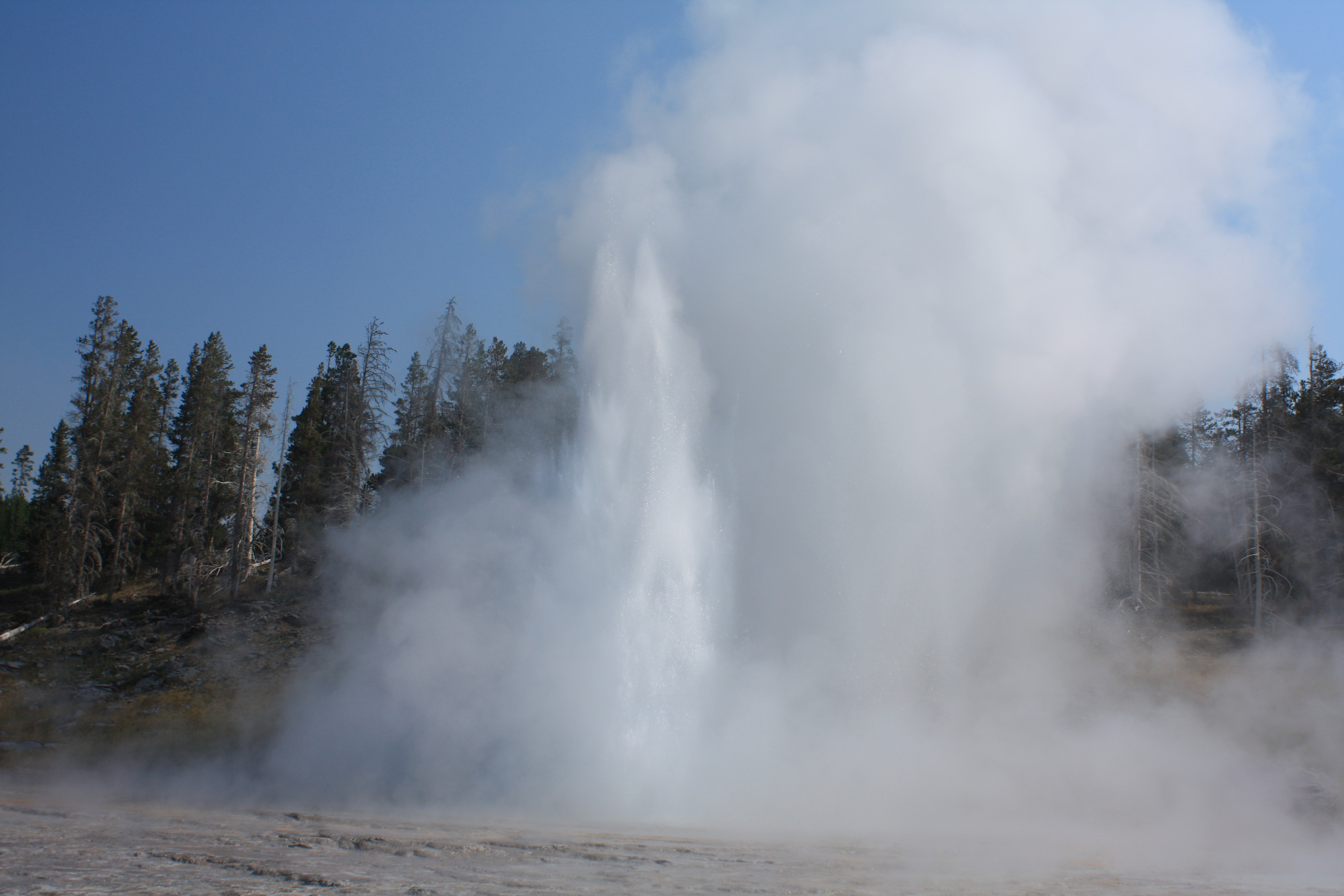
Grand Geyser nel parco nazionale di Yellowstone

Un geyser (AFI: /ˈɡaizer/) è una sorgente d'acqua bollente che ha delle eruzioni intermittenti che creano delle colonne di acqua calda e vapore. La parola geyser deriva da Geysir che è il nome del più noto geyser islandese.

## Caratteristiche
I geyser sono una manifestazione del vulcanismo secondario, che si ottiene quando è presente una caratteristica struttura a sifone. In essa ci sono rocce permeabili, nelle quali circola l'acqua, dirette prima verso il basso e poi verso l'alto, circondate da rocce impermeabili, e nelle vicinanze è poi posta una camera magmatica. L'acqua entra nella struttura a sifone ed è riscaldata a causa della vicina camera magmatica, ma la profondità e la conseguente pressione litostatica impedisce che essa diventi vapore. In seguito risale in superficie e, con una pressione minore, l'acqua e il vapore sono liberi di esplodere in getti periodici. Il periodo è dovuto proprio al tempo necessario affinché il sifone si riempia. 
Se il geyser si origina nei pressi di un'area con un suolo molto sabbioso si parla di Geyser di sabbia. 

## Esempi

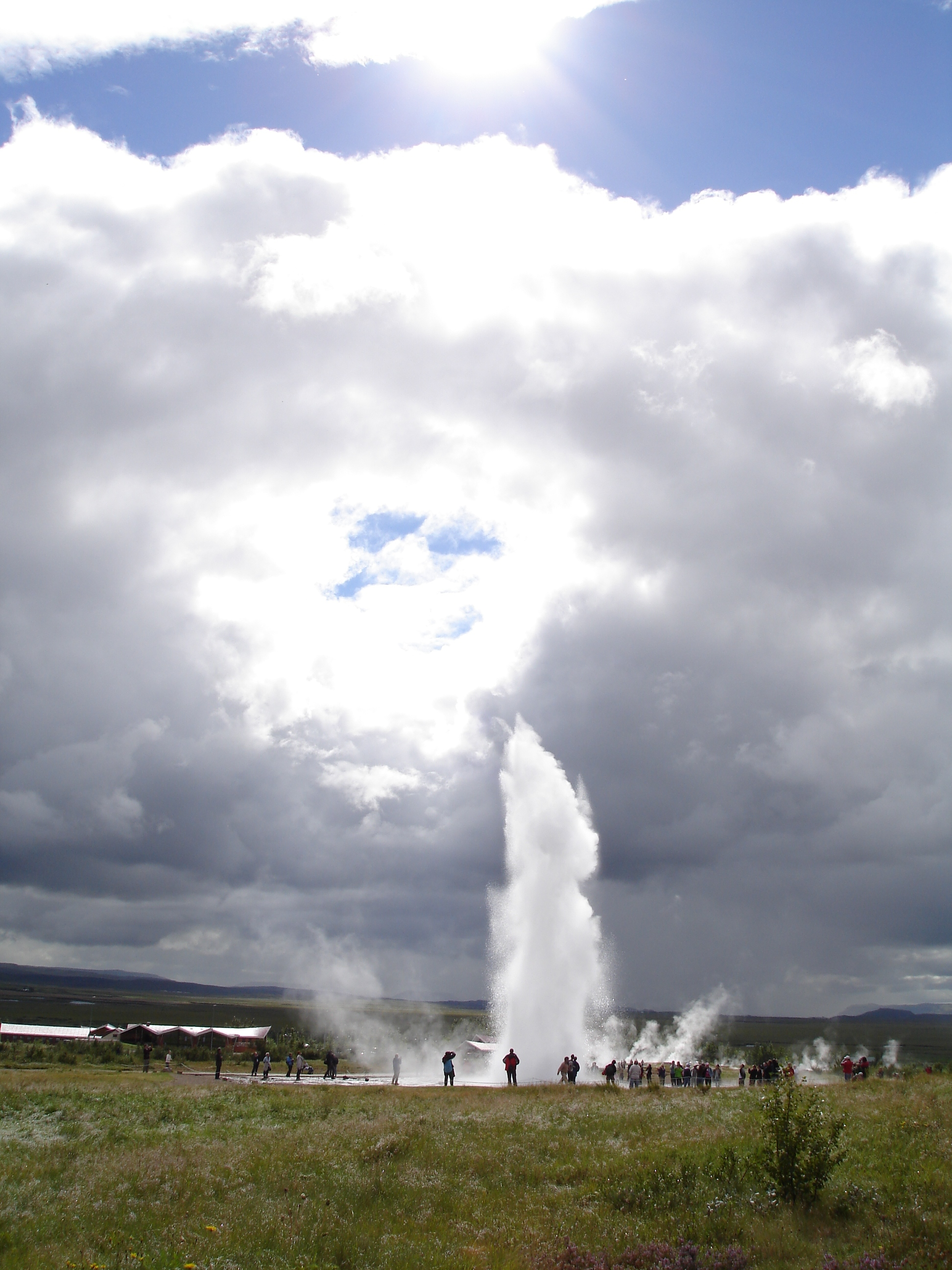
Geyser Strokkur in Islanda

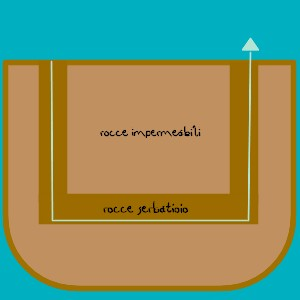
Struttura a sifone

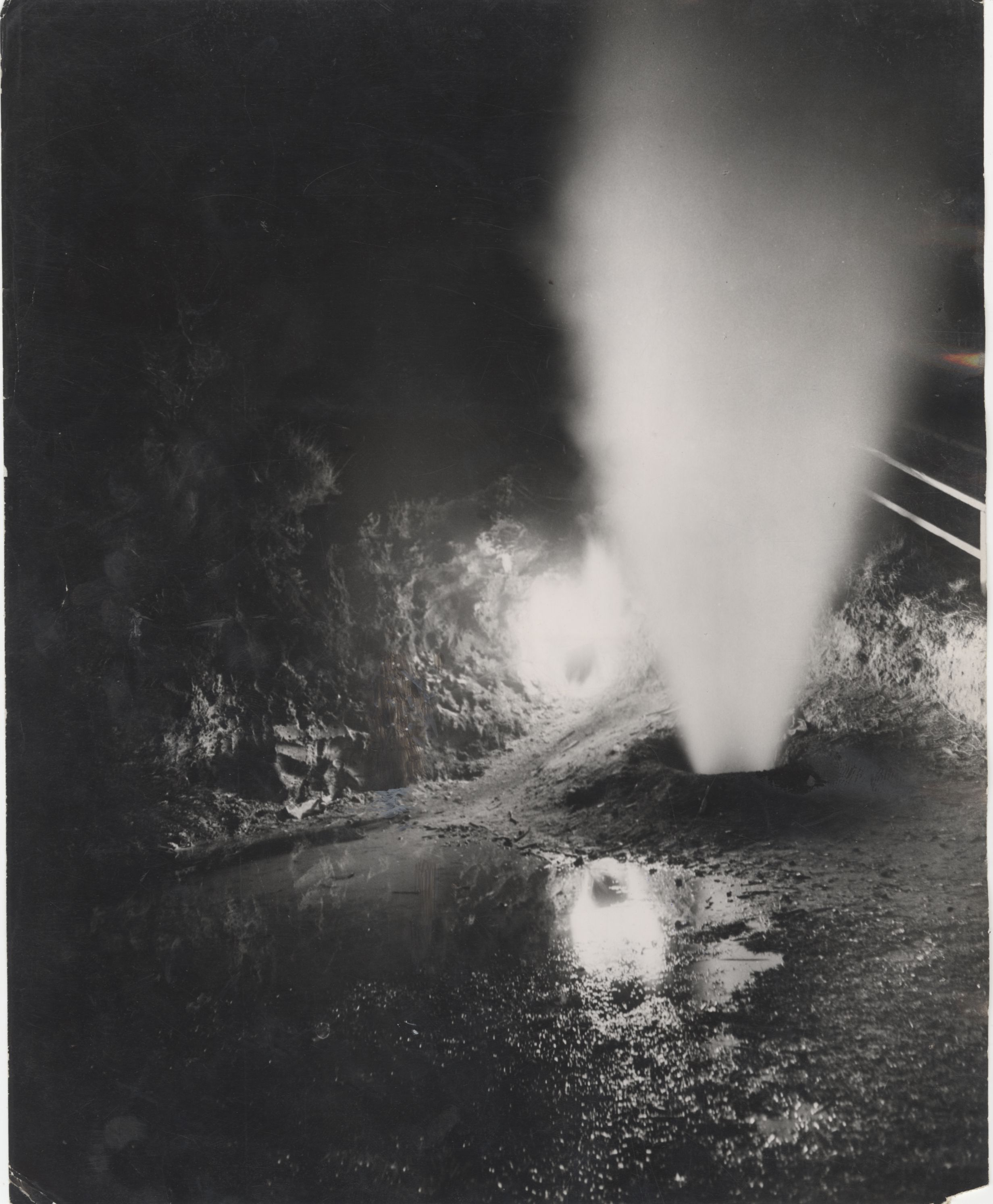
Geyser in Nuova Zelanda

I geyser sono abbastanza rari in quanto richiedono una combinazione di caratteri geologici e climatici che esistono solo in poche aree. Ci sono sette zone nelle quali si trovano molti geyser, e tutte si trovano in prossimità di vulcani o nei luoghi dove la crosta terrestre è meno spessa:
- il parco nazionale di Yellowstone (Wyoming, Stati Uniti)
- l'Islanda
- la zona di Taupo (Isola del Nord, Nuova Zelanda)
- la penisola di Kamčatka (Russia)
- la zona di El Tatio (Cile)
- l'isola di Umnak, Aleutine (Alaska, Stati Uniti)
- fra i deserti e le lagune di Potosí (Bolivia)

Tra i geyser più famosi vi sono quelli situati in Islanda dove vi è il Geysir, anche detto Grande Geysir, che ha dato universalmente il nome (modificato in geyser) al fenomeno, con getti alti normalmente anche 60 metri. Cominciò la sua attività sul finire del XIII secolo, nel 1294, per ridursi quasi completamente all'inizio del XX secolo, sembra a causa del continuo gettare pietre all'interno da parte dei turisti; tuttavia resta tuttora in attività, sebbene con periodi di eruzione molto più lunghi e irregolari rispetto al vicinissimo Strokkur, ubicato ai piedi dell'osservatorio sull'altopiano di Reykjavík, i cui getti raggiungono i venti metri con una frequenza che varia tra i cinque e gli otto minuti e i salti dell'acqua possono essere spettacolarmente due o tre (in sequenza). Intorno al sito si trovano altre sorgenti di acqua calda, il Piccolo Geysir, torrenti caldi e depositi minerali che rendono la zona simile a quella di "un altro pianeta".
Spettacolare e curioso è invece il Fly Geyser, in Nevada, che è probabilmente l’unico geyser presente sul nostro pianeta nato a seguito di un intervento effettuato dalla mano dell’uomo per la realizzazione di un pozzo sotterraneo.